# Kevin Ackermann
Kevin Robert Ackermann (Göteborg, 24 maggio 2001) è un calciatore svedese, centrocampista del Brommapojkarna.

## Carriera

### Club
Ha cominciato a giocare a calcio all'età di cinque anni nell'Azalea BK. Dopo un breve periodo si è trasferito all'IFK Göteborg, dove è rimasto per sette anni. Tra il 2014 e il 2016 ha fatto parte del settore giovanile dell'Angered MBIK, debuttando anche nella quinta serie dei campionati senior con la maglia dell'IF Angered United, mentre nel 2017 è stato un giocatore del vivaio dell'Häcken.
Nel 2017, precisamente il 14 agosto, ha fatto anche il suo debutto in prima squadra, subentrando a Chisom Egbuchulam nella gara di Allsvenskan vinta 2-0 in casa contro il GIF Sundsvall. Essa è stata la sua unica presenza stagionale in campionato, così come ha collezionato un'unica apparizione anche l'anno seguente, nel corso dell'Allsvenskan 2018.
Nel novembre del 2018 l'Häcken aveva accettato l'offerta da parte della Fiorentina per l'acquisto del giocatore, ma il trasferimento è sfumato a seguito delle visite mediche che hanno evidenziato un difetto cardiaco, successivamente corretto con un'operazione avvenuta il 30 aprile 2019. Qualche mese più tardi Ackermann è progressivamente tornato ad allenarsi. A fine anno, nel dicembre 2019, è stata annunciata annunciata la separazione tra il club e il giocatore.
La sua carriera è ripartita dall'Örgryte, altra squadra con sede a Göteborg ma militante nella seconda serie nazionale, che ha annunciato il suo arrivo il 3 gennaio 2020 con un accordo triennale. Nel campionato su Superettan 2020 ha totalizzato 3 gol e 3 assist in 24 presenze, gran parte delle quali da titolare. Nell'edizione 2021 ha giocato fino alla dodicesima giornata, dopodiché ha saltato la rimanente parte del torneo a causa di un dolore al piede occorsogli durante una vacanza a Maiorca: stando ai medici spagnoli questo problema sarebbe stato causato da una puntura di un pesce velenoso, ma una successiva risonanza magnetica in Svezia ha evidenziato una frattura da stress (dovuta forse all'appoggio su una pietra in mare) ad un piede che già l'anno prima gli aveva causato fastidi ma che non era stato operato. Ristabilitosi, è tornato regolarmente in campo per l'inizio della stagione 2022, durante la quale ha collezionato 2 reti e un assist in 27 presenze in campionato a cui si sono poi aggiunte le due partite di spareggio che hanno permesso all'Örgryte di raggiungere una travagliata salvezza.
In vista della stagione 2023, è tornato a far parte di una squadra della massima serie nazionale con l'ingaggio biennale da parte del club stoccolmese del Brommapojkarna.

### Nazionale
Ha giocato nelle nazionali giovanili svedesi Under-17 ed Under-19.
Nel 2024 ha esordito nella nazionale maggiore svedese.

## Statistiche

### Presenze e reti nei club
Statistiche aggiornate al 10 novembre 2024.
| Stagione              | Squadra               | Campionato            | Campionato | Campionato | Coppe nazionali | Coppe nazionali | Coppe nazionali | Coppe continentali | Coppe continentali | Coppe continentali | Altre coppe | Altre coppe | Altre coppe | Totale | Totale | Totale |
| Stagione              | Squadra               | Comp                  | Pres       | Reti       | Comp            | Pres            | Reti            | Comp               | Pres               | Reti               | Comp        | Pres        | Reti        | Pres   | Reti   |        |
| --------------------- | --------------------- | --------------------- | ---------- | ---------- | --------------- | --------------- | --------------- | ------------------ | ------------------ | ------------------ | ----------- | ----------- | ----------- | ------ | ------ | ------ |
| 2016                  | Angered United        | D1                    | 17         | 1          | -               | -               | -               | -                  | -                  | -                  | -           | -           | -           | 17     | 1      |        |
| 2017                  | Häcken                | A                     | 1          | 0          | CS              | 1               | 0               | -                  | -                  | -                  | -           | -           | -           | 2      | 0      |        |
| 2018                  | Häcken                | A                     | 1          | 0          | CS              | 0               | 0               | UEL                | 1                  | 0                  | -           | -           | -           | 2      | 0      |        |
| 2019                  | Häcken                | A                     | 0          | 0          | -               | -               | -               | UEL                | 0                  | 0                  | -           | -           | -           | 0      | 0      |        |
| Totale Hacken         | Totale Hacken         | Totale Hacken         | 2          | 0          |                 | 1               | 0               |                    | 1                  | 0                  |             | -           | -           | 4      | 0      |        |
| 2019                  | Örgryte               | -                     | -          | -          | CS              | 2               | 0               | -                  | -                  | -                  | -           | -           | -           | 2      | 0      |        |
| 2020                  | Örgryte               | S1                    | 24         | 3          | CS              | 0               | 0               | -                  | -                  | -                  | -           | -           | -           | 24     | 3      |        |
| 2021                  | Örgryte               | S1                    | 11         | 0          | CS              | 1               | 0               | -                  | -                  | -                  | -           | -           | -           | 12     | 0      |        |
| 2022                  | Örgryte               | S1                    | 27+1       | 2+0        | -               | -               | -               | -                  | -                  | -                  | -           | -           | -           | 29     | 2      |        |
| Totale Örgryte        | Totale Örgryte        | Totale Örgryte        | 62+1       | 5+0        |                 | 3               | 0               |                    | -                  | -                  |             | -           | -           | 66     | 5      |        |
| 2022                  | Brommapojkarna        | -                     | -          | -          | CS              | 2               | 0               | -                  | -                  | -                  | -           | -           | -           | 2      | 0      |        |
| 2023                  | Brommapojkarna        | A                     | 28         | 3          | CS              | 1               | 0               | -                  | -                  | -                  | -           | -           | -           | 29     | 3      |        |
| 2024                  | Brommapojkarna        | A                     | 0          | 0          | -               | -               | -               | -                  | -                  | -                  | -           | -           | -           | 0      | 0      |        |
| Totale Brommapojkarna | Totale Brommapojkarna | Totale Brommapojkarna | 28         | 3          |                 | 3               | 0               |                    | -                  | -                  |             | -           | -           | 31     | 3      |        |
| Totale carriera       | Totale carriera       | Totale carriera       | 110        | 8          |                 | 7               | 0               |                    | 1                  | 0                  |             | -           | -           | 118    | 8      |        |

## Palmarès

### Club

#### Competizioni nazionali
- Coppa di Svezia: 1

Häcken: 2018-2019